# هيروكو ناكامورا
هيروكو ناكامورا (بالبولندية: Hiroko Nakamura)‏ هي عازفة بيانو وملحنة بولندية، ولدت في 25 يوليو 1944 في طوكيو في اليابان، وتوفي بنفس المكان في 26 يوليو 2016.

## وصلات خارجية
- الموقع الرسمي
- هيروكو ناكامورا على موقع ميوزك برينز (الإنجليزية)
- هيروكو ناكامورا على موقع أول ميوزيك (الإنجليزية)
- هيروكو ناكامورا على موقع ديسكوغز (الإنجليزية)